# سد سيدي سالم

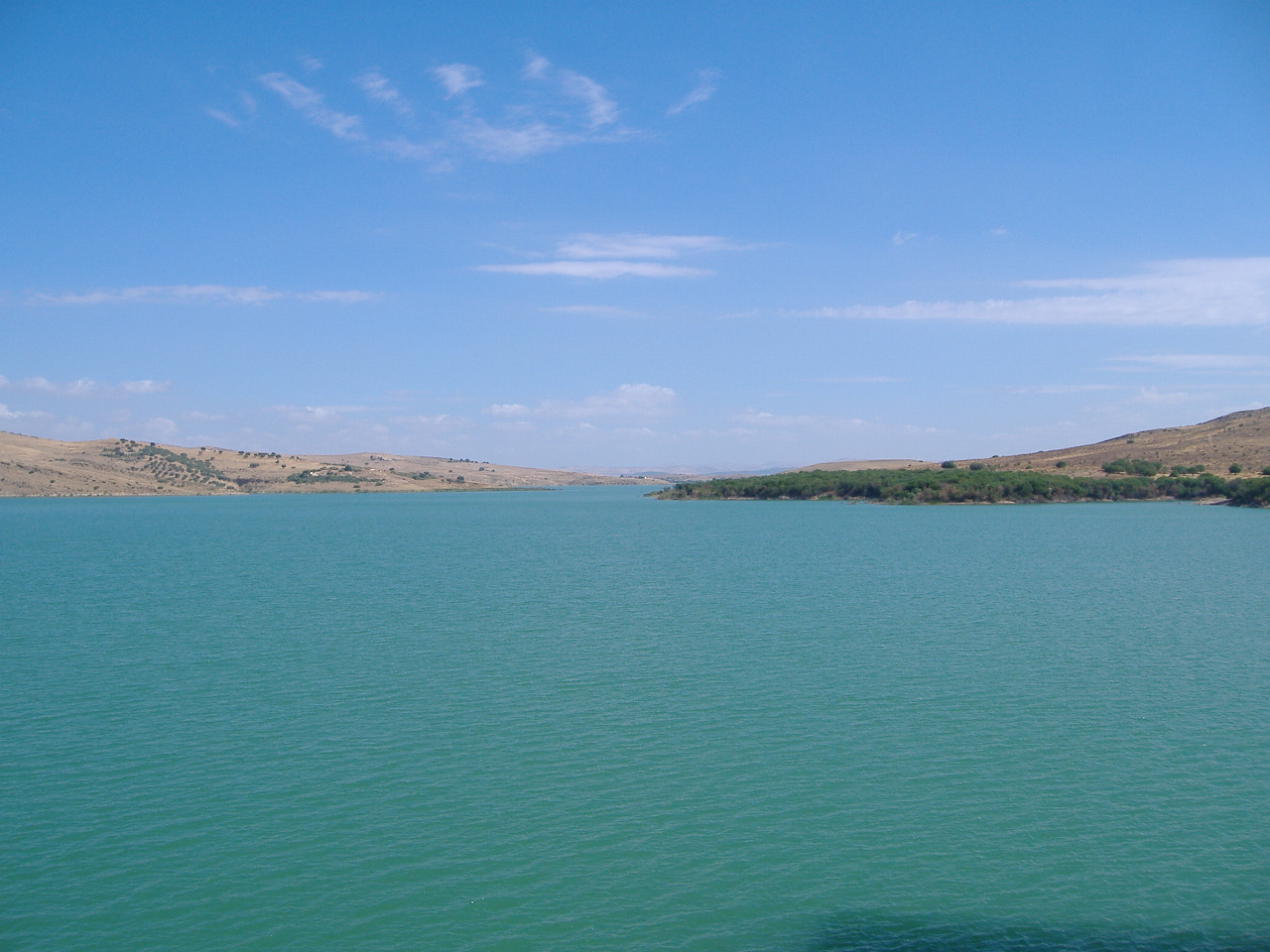
سد سيدي سالم

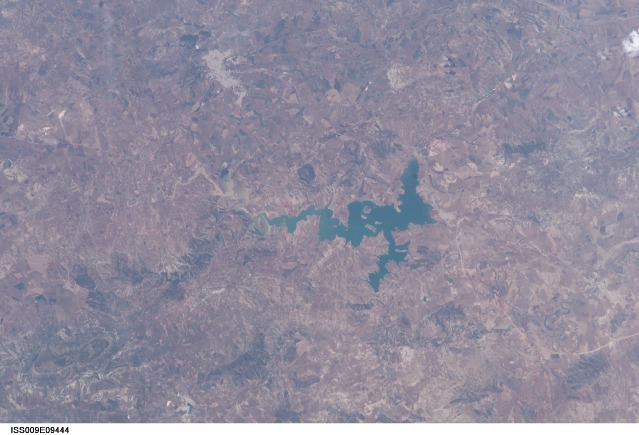
صورة فضائية لسد سيدي سالم

سد سيدي سالم هو أكبر السدود بتونس. يوجد على وادي مجردة، ويقع على بعد حوالي 8 كلم شمال غربي مدينة تستور. بدأت الأشغال لإقامة هذا السد عام 1977 وانتهت عام 1982. وذلك بتمويل من كل من ألمانيا الفيدرالية والبنك العالمي. يبلغ ارتفاعه 57 مترا ويمسح حوضه 4300 هكتارا. وتبلغ طاقة استيعابه من المياه 643 مليون متر مكعب.. وهو يسمح بري 38 ألف هكتار. ويحتضن هذا السد مولداً كهرومائياً ينتج 40 ميغاواط.